# Xyris angustifolia
Xyris angustifolia är en gräsväxtart som beskrevs av De Wild. och Théophile Alexis Durand. Xyris angustifolia ingår i släktet Xyris och familjen Xyridaceae. IUCN kategoriserar arten globalt som nära hotad.
Artens utbredningsområde är Kongo-Kinshasa. Inga underarter finns listade i Catalogue of Life.